# Cora Sandel
Cora Sandel, właśc. Sara Fabricius (ur. 20 grudnia 1880 w Christianii, zm. 3 kwietnia 1974) – norweska pisarka.
Pisała realistyczno-psychologiczne powieści środowiskowe, w których podejmowała temat emancypacji kobiet. Jest autorką m.in. trylogii z motywami autobiograficznymi (1926-1939), Kranes konditori (Cukiernia Kranego, 1945), Kjøp ikke Dondi (Nie kupuj Dondi, 1958). Pisała także opowiadania; polskie tłumaczenie jej opowiadań ukazało się w 1970 w antologii Tam gdzie fiordy.